# Тихоокеански миноги
Тихоокеанските миноги (Lethenteron) са род ранни безчелюстни риби от семейство Миногови (Petromyzontidae).
Таксонът е описан за пръв път от Карл Ливит Хъбс през 1922 година.

## Видове
- Lethenteron alaskense
- Lethenteron appendix
- Lethenteron camtschaticum
- Lethenteron japonicum
- Lethenteron kessleri – Сибирска минога
- Lethenteron matsubarai
- Lethenteron mitsukurii
- Lethenteron ninae
- Lethenteron reissneri
- Lethenteron zanandreai – Адриатическа минога